# Schefflera pacoensis
Schefflera pacoensis är en araliaväxtart som beskrevs av Igor Vladimirovich Grushvitzky och Nina Timofeevna Skvortsova. Schefflera pacoensis ingår i släktet Schefflera och familjen araliaväxter.
Artens utbredningsområde är Vietnam.

## Underarter
Arten delas in i följande underarter:
- S. p. acuminata
- S. p. pacoensis